# Ponte sobre a Ribeira Maria Delgada
A Ponte sobre a Ribeira Maria Delgada, igualmente conhecida como Ponte da Ribeira Maria Delgada, é uma infra-estrutura da Estrada Nacional 2, situada no Município de Castro Verde, em Portugal.

## História
A ponte foi construída nos finais do século XIX, e na década de 1970 foi alvo de obras de beneficiação.
Em Junho de 2007, a Câmara Municipal de Castro Verde alertou a operadora Estradas de Portugal que esta ponte tinha sido danificada por uma intempérie em Novembro de 2006, pedindo uma vistoria urgente àquela estrutura. Após uma equipa no local ter avaliado os problemas na ponte, a empresa Estradas de Portugal lançou um concurso público para as obras de reparação, e proibiu a circulação de veículos de peso superior a vinte toneladas, tendo igualmente limitado a circulação a apenas uma faixa. Estas medidas foram criticadas pela autarquia de Castro Verde, por não terem sido estudados percursos alternativos e por ter sido aberto o concurso em vez de se fazerem os trabalhos de reparação de forma imediata, uma vez que a ponte era utilizada por um grande volume de tráfego, principalmente os camiões da Mina de Neves-Corvo, estimando-se nessa altura que por ali passavam cerca de 775 veículos pesados das minas por mês, cujos pesos oscilavam entre as 38 e 42 toneladas. Estes camiões transportavam materiais consumíveis para a mina, tendo a SOMINCOR, empresa responsável pela exploração mineira, alertado que as operações poderiam ser paralisadas se não fosse assegurado diariamente o seu fornecimento.